# Championnat de Hong Kong de football 1977-1978
Navigation
Saison précédente Saison suivante
La saison 1977-1978 du Championnat de Hong Kong de football est la trente-troisième édition de la première division à Hong Kong, la First Division League. Elle regroupe, sous forme d'une poule unique, les douze meilleures équipes du pays qui se rencontrent deux fois, à domicile et à l'extérieur. En fin de saison, les deux derniers du classement sont relégués et remplacés par les deux meilleurs clubs de Second Division League, la deuxième division hongkongaise.
C'est le club de South China AA, double tenant du titre, qui remporte à nouveau le championnat cette saison après avoir terminé invaincu en tête du classement final, avec douze points d'avance sur Happy Valley AA et quinze sur Tung Sing FC. C'est le dix-neuvième titre de champion de Hong Kong de l'histoire du club.

## Clubs participants
- Seiko SA
- Black Garden FC - Promu de D2
- Urban Services FC
- South China AA
- Eastern AA
- Happy Valley AA
- Tung Sing FC
- Hong Kong FC - Promu de D2
- Yuen Long SA
- Hong Kong Rangers
- Sea Bee FC
- Caroline Hill FC

## Compétition
Le barème de points servant à établir les classements se décompose ainsi :
- Victoire : 2 points
- Match nul : 1 point
- Défaite : 0 point

### Classement
| Rang | Équipe            | Pts | J  | G  | N  | P  | Bp | Bc | Diff |
| ---- | ----------------- | --- | -- | -- | -- | -- | -- | -- | ---- |
| 1    | South China AAT   | 42  | 22 | 20 | 2  | 0  | 53 | 14 | +39  |
| 2    | Happy Valley AA   | 30  | 22 | 14 | 2  | 6  | 37 | 24 | +13  |
| 3    | Tung Sing FC      | 27  | 22 | 9  | 9  | 4  | 32 | 23 | +9   |
| 4    | Seiko SAC         | 25  | 22 | 9  | 7  | 6  | 41 | 27 | +14  |
| 5    | Caroline Hill FC  | 23  | 22 | 8  | 7  | 7  | 28 | 22 | +6   |
| 6    | Yuen Long SA      | 21  | 22 | 8  | 5  | 8  | 21 | 27 | -6   |
| 7    | Urban Services FC | 18  | 22 | 5  | 8  | 9  | 14 | 17 | -3   |
| 8    | Sea Bee FC        | 17  | 22 | 5  | 7  | 10 | 19 | 29 | -10  |
| 9    | Eastern AA        | 17  | 22 | 2  | 13 | 6  | 12 | 22 | -10  |
| 10   | Black Garden FCP  | 16  | 22 | 5  | 6  | 11 | 22 | 35 | -13  |
| 11   | Hong Kong Rangers | 14  | 22 | 3  | 8  | 11 | 19 | 39 | -20  |
| 12   | Hong Kong FCP     | 12  | 22 | 3  | 6  | 13 | 18 | 37 | -19  |

|  | Champion de Hong Kong 1978                                                 |
|  | Relégation directe en deuxième division                                    |
|  | T : Tenant du titre C : Vainqueur de la Coupe de Hong Kong P : Promu de D2 |

## Bilan de la saison
| Championnat de Hong Kong de football 1977-1978 |                            |
| Champion                                       | South China AA (19e titre) |
| Coupes et trophées                             |                            |
| Vainqueur de la Coupe de Hong Kong 1977-1978   | Seiko SA                   |
| Promotions et relégations                      |                            |
| Promus en First Division League                | Hong Kong Police FC        |
| Promus en First Division League                | Kui Tan FC                 |
| Relégués en Second Division League             | Hong Kong Rangers          |
| Relégués en Second Division League             | Hong Kong FC               |